# Liste der Nummer-eins-Hits in Belgien (2001)
Dies ist eine Liste der Nummer-eins-Hits in Belgien im Jahr 2001. Für die niederländischsprachigen Landesteile (Flandern) und die französischsprachigen Landesteile (Wallonie) werden getrennte Charts ermittelt. Veröffentlicht werden die Charts von Ultratop, das auf Initiative der Belgian Entertainment Association (BEA), der Vereinigung der Musik-, Film- und Spieleindustrie des Landes, entstanden ist.

## Flandern

### Singles
| ← 2000 ← | Liste der Nummer-eins-Hits in Belgien (Flandern) | Liste der Nummer-eins-Hits in Belgien (Flandern) | Liste der Nummer-eins-Hits in Belgien (Flandern) | 2002 →                    |
| \| Zeitraum \| Wo. ges. \| Interpret \| Titel Autor(en) \| Zusätzliche Informationen \| \| (Zeitraum, Wochen auf Platz eins, Interpret, Titel, Autor[en], zusätzliche Informationen) \| \| \| \| \| \| ----------------------------------------------------------------------------------------- \| -------- \| ---------------------- \| -------------------------------------------------------------------------------------------------------------------------------------------------------------------------------------------------------------------------------------- \| ------------------------- \| \| 23. Dezember 2000 – 12. Januar 2001 3 Wochen \| 3 \| De Bewoners en Walter \| Een brief voor Kerstmis Musik: Berre Bergen; Text: Walter Frieda Hans Grootaers \| – \| \| 13. Januar 2001 – 2. Februar 2001 3 Wochen (insgesamt 4) \| 4 \| Twarres \| Wêr bisto Mirjam Timmer \| – \| \| 3. Februar 2001 – 16. Februar 2001 2 Wochen \| 2 \| LeAnn Rimes \| Can’t Fight the Moonlight Diana Eve Warren \| – \| \| 17. Februar 2001 – 23. März 2001 5 Wochen \| 5 \| Gigi D’Agostino \| La Passion Luigino di Agostino, Paolo Sandrini; Text: Luigino di Agostino, Carlo Montagner \| – \| \| 24. März 2001 – 20. April 2001 4 Wochen \| 4 \| Shaggy feat. Rikrok \| It Wasn’t Me Orville Burrell, Rickardo George Ducent, Shaun Pizzonia, Brian Derek Thompson; Musik zusätzlich: Dee Allen, Harold Ray Brown I, Bebee Dickerson, Le Roy Lonnie Jordan, Charles William Miller, Lee Oskar, Howard E. Scott \| – \| \| 21. April 2001 – 11. Mai 2001 3 Wochen \| 3 \| Wheatus \| Teenage Dirtbag Brendan Bernard Brown \| – \| \| 12. Mai 2001 – 1. Juni 2001 3 Wochen \| 3 \| Vanda Vanda \| Sunshine After the Rain Miguel José Eric Wiels, Peter Jules Gillis, Alain Robert Anna Vande Putte \| – \| \| 2. Juni 2001 – 29. Juni 2001 4 Wochen \| 4 \| Geri Halliwell \| It’s Raining Men Paul F. Jabara, Paul A. W. Shaffer \| – \| \| 30. Juni 2001 – 27. Juli 2001 4 Wochen \| 4 \| Shaggy feat. Rayvon \| Angel Steven Haworth Miller, Eddie Curtis, Ahmet Ertegun, Chip Taylor \| – \| \| 28. Juli 2001 – 7. September 2001 6 Wochen \| 6 \| K3 \| Tele-Romeo / Blub, ik ben een vis Alain Robert Anna Vande Putte, Peter Jules Gillis, Miguel José Eric Wiels, William Hendrikus Vaesen / Jesper Winge Leisner, Alain Robert Anna Vande Putte \| – \| \| 8. September 2001 – 14. September 2001 1 Woche \| 1 \| Atomic Kitten \| Eternal Flame Susanna Lee Hoffs, Thomas F. Kelly, Billy Steinberg \| – \| \| 15. September 2001 – 28. September 2001 2 Wochen \| 2 \| Eve feat. Gwen Stefani \| Let Me Blow Ya Mind Eve Jihan Jeffers, Andre Romell Young, Michael A. Elizondo Jr., Scott Spencer Storch \| – \| \| 29. September 2001 – 5. Oktober 2001 1 Woche \| 1 \| Alicia Keys \| Fallin’ Musik: Til Schneider; Text: Alicia Keys \| – \| \| 6. Oktober 2001 – 16. November 2001 6 Wochen \| 6 \| Kylie Minogue \| Can’t Get You Out of My Head Cathy Dennis, Robert Berkeley Davis \| – \| \| 17. November 2001 – 28. Dezember 2001 6 Wochen \| 6 \| Afroman \| Because I Got High Joseph Foreman \| – \| \| 29. Dezember 2001 – 8. Februar 2002 6 Wochen \| 6 \| Kate Winslet \| What If Wayne Anthony Hector, Steven McCutcheon \| – \| |                                                  |                                                  | |                           |
| ← 2000 |                                                  |                                                  | | → 2002 →                  |
| Zeitraum | Wo. ges.                                         | Interpret                                        | Titel Autor(en) | Zusätzliche Informationen |
| (Zeitraum, Wochen auf Platz eins, Interpret, Titel, Autor[en], zusätzliche Informationen) |                                                  |                                                  | |                           |
| 23. Dezember 2000 – 12. Januar 2001 3 Wochen | 3                                                | De Bewoners en Walter                            | Een brief voor Kerstmis Musik: Berre Bergen; Text: Walter Frieda Hans Grootaers | –                         |
| 13. Januar 2001 – 2. Februar 2001 3 Wochen (insgesamt 4) | 4                                                | Twarres                                          | Wêr bisto Mirjam Timmer | –                         |
| 3. Februar 2001 – 16. Februar 2001 2 Wochen | 2                                                | LeAnn Rimes                                      | Can’t Fight the Moonlight Diana Eve Warren | –                         |
| 17. Februar 2001 – 23. März 2001 5 Wochen | 5                                                | Gigi D’Agostino                                  | La Passion Luigino di Agostino, Paolo Sandrini; Text: Luigino di Agostino, Carlo Montagner | –                         |
| 24. März 2001 – 20. April 2001 4 Wochen | 4                                                | Shaggy feat. Rikrok                              | It Wasn’t Me Orville Burrell, Rickardo George Ducent, Shaun Pizzonia, Brian Derek Thompson; Musik zusätzlich: Dee Allen, Harold Ray Brown I, Bebee Dickerson, Le Roy Lonnie Jordan, Charles William Miller, Lee Oskar, Howard E. Scott | –                         |
| 21. April 2001 – 11. Mai 2001 3 Wochen | 3                                                | Wheatus                                          | Teenage Dirtbag Brendan Bernard Brown | –                         |
| 12. Mai 2001 – 1. Juni 2001 3 Wochen | 3                                                | Vanda Vanda                                      | Sunshine After the Rain Miguel José Eric Wiels, Peter Jules Gillis, Alain Robert Anna Vande Putte | –                         |
| 2. Juni 2001 – 29. Juni 2001 4 Wochen | 4                                                | Geri Halliwell                                   | It’s Raining Men Paul F. Jabara, Paul A. W. Shaffer | –                         |
| 30. Juni 2001 – 27. Juli 2001 4 Wochen | 4                                                | Shaggy feat. Rayvon                              | Angel Steven Haworth Miller, Eddie Curtis, Ahmet Ertegun, Chip Taylor | –                         |
| 28. Juli 2001 – 7. September 2001 6 Wochen | 6                                                | K3                                               | Tele-Romeo / Blub, ik ben een vis Alain Robert Anna Vande Putte, Peter Jules Gillis, Miguel José Eric Wiels, William Hendrikus Vaesen / Jesper Winge Leisner, Alain Robert Anna Vande Putte                                            | –                         |
| 8. September 2001 – 14. September 2001 1 Woche | 1                                                | Atomic Kitten                                    | Eternal Flame Susanna Lee Hoffs, Thomas F. Kelly, Billy Steinberg | –                         |
| 15. September 2001 – 28. September 2001 2 Wochen | 2                                                | Eve feat. Gwen Stefani                           | Let Me Blow Ya Mind Eve Jihan Jeffers, Andre Romell Young, Michael A. Elizondo Jr., Scott Spencer Storch | –                         |
| 29. September 2001 – 5. Oktober 2001 1 Woche | 1                                                | Alicia Keys                                      | Fallin’ Musik: Til Schneider; Text: Alicia Keys | –                         |
| 6. Oktober 2001 – 16. November 2001 6 Wochen | 6                                                | Kylie Minogue                                    | Can’t Get You Out of My Head Cathy Dennis, Robert Berkeley Davis | –                         |
| 17. November 2001 – 28. Dezember 2001 6 Wochen | 6                                                | Afroman                                          | Because I Got High Joseph Foreman | –                         |
| 29. Dezember 2001 – 8. Februar 2002 6 Wochen | 6                                                | Kate Winslet                                     | What If Wayne Anthony Hector, Steven McCutcheon | –                         |

### Alben
| ← 2000 ← | Liste der Nummer-eins-Hits in Belgien (Flandern) | Liste der Nummer-eins-Hits in Belgien (Flandern) | Liste der Nummer-eins-Hits in Belgien (Flandern) | 2002 →                    |
| \| Zeitraum \| Wo. ges. \| Interpret \| Titel \| Zusätzliche Informationen \| \| (Zeitraum, Wochen auf Platz eins, Interpret, Titel, zusätzliche Informationen) \| \| \| \| \| \| ------------------------------------------------------------------------------ \| -------- \| ------------------- \| ------------------------------- \| ------------------------- \| \| 9. Dezember 2000 – 19. Januar 2001 6 Wochen (insgesamt 8) \| 8 \| Helmut Lotti \| Latino Classics \| – \| \| 20. Januar 2001 – 26. Januar 2001 1 Woche (insgesamt 6) \| 6 \| K3 \| Alle kleuren \| – \| \| 27. Januar 2001 – 2. Februar 2001 1 Woche (insgesamt 8) \| 8 \| Helmut Lotti \| Latino Classics \| – \| \| 3. Februar 2001 – 16. Februar 2001 2 Wochen \| 2 \| Eminem \| The Marshall Mathers LP \| – \| \| 17. Februar 2001 – 30. März 2001 6 Wochen \| 6 \| Adrivalan Orchestra \| 50 Top Classics \| – \| \| 31. März 2001 – 13. April 2001 2 Wochen \| 2 \| Daft Punk \| Discovery \| – \| \| 14. April 2001 – 27. April 2001 2 Wochen \| 2 \| Roxette \| Room Service \| – \| \| 28. April 2001 – 4. Mai 2001 1 Woche \| 1 \| X-Session \| Back to Basics \| – \| \| 5. Mai 2001 – 11. Mai 2001 1 Woche \| 1 \| M-Kids \| Cool! \| – \| \| 12. Mai 2001 – 25. Mai 2001 2 Wochen \| 2 \| Destiny’s Child \| Survivor \| – \| \| 26. Mai 2001 – 29. Juni 2001 5 Wochen \| 5 \| Bon Jovi \| One Wild Night – Live 1985–2001 \| – \| \| 30. Juni 2001 – 6. Juli 2001 1 Woche \| 1 \| Faithless \| Outrospective \| – \| \| 7. Juli 2001 – 20. Juli 2001 2 Wochen \| 2 \| Twarres \| Stream \| – \| \| 21. Juli 2001 – 7. September 2001 7 Wochen \| 7 \| Dreamlovers \| 18 Hits \| – \| \| 8. September 2001 – 9. November 2001 9 Wochen \| 9 \| K3 \| Tele-Romeo \| – \| \| 10. November 2001 – 25. Januar 2002 11 Wochen \| 11 \| Clouseau \| En dans \| – \| |                                                  |                                                  |                                                  |                           |
| ← 2000 |                                                  |                                                  |                                                  | → 2002 →                  |
| Zeitraum | Wo. ges.                                         | Interpret                                        | Titel                                            | Zusätzliche Informationen |
| (Zeitraum, Wochen auf Platz eins, Interpret, Titel, zusätzliche Informationen) |                                                  |                                                  |                                                  |                           |
| 9. Dezember 2000 – 19. Januar 2001 6 Wochen (insgesamt 8) | 8                                                | Helmut Lotti                                     | Latino Classics                                  | –                         |
| 20. Januar 2001 – 26. Januar 2001 1 Woche (insgesamt 6) | 6                                                | K3                                               | Alle kleuren                                     | –                         |
| 27. Januar 2001 – 2. Februar 2001 1 Woche (insgesamt 8) | 8                                                | Helmut Lotti                                     | Latino Classics                                  | –                         |
| 3. Februar 2001 – 16. Februar 2001 2 Wochen | 2                                                | Eminem                                           | The Marshall Mathers LP                          | –                         |
| 17. Februar 2001 – 30. März 2001 6 Wochen | 6                                                | Adrivalan Orchestra                              | 50 Top Classics                                  | –                         |
| 31. März 2001 – 13. April 2001 2 Wochen | 2                                                | Daft Punk                                        | Discovery                                        | –                         |
| 14. April 2001 – 27. April 2001 2 Wochen | 2                                                | Roxette                                          | Room Service                                     | –                         |
| 28. April 2001 – 4. Mai 2001 1 Woche | 1                                                | X-Session                                        | Back to Basics                                   | –                         |
| 5. Mai 2001 – 11. Mai 2001 1 Woche | 1                                                | M-Kids                                           | Cool!                                            | –                         |
| 12. Mai 2001 – 25. Mai 2001 2 Wochen | 2                                                | Destiny’s Child                                  | Survivor                                         | –                         |
| 26. Mai 2001 – 29. Juni 2001 5 Wochen | 5                                                | Bon Jovi                                         | One Wild Night – Live 1985–2001                  | –                         |
| 30. Juni 2001 – 6. Juli 2001 1 Woche | 1                                                | Faithless                                        | Outrospective                                    | –                         |
| 7. Juli 2001 – 20. Juli 2001 2 Wochen | 2                                                | Twarres                                          | Stream                                           | –                         |
| 21. Juli 2001 – 7. September 2001 7 Wochen | 7                                                | Dreamlovers                                      | 18 Hits                                          | –                         |
| 8. September 2001 – 9. November 2001 9 Wochen | 9                                                | K3                                               | Tele-Romeo                                       | –                         |
| 10. November 2001 – 25. Januar 2002 11 Wochen | 11                                               | Clouseau                                         | En dans                                          | –                         |

## Jahreshitparaden
| ← 2000 ← | Liste der Nummer-eins-Hits in Belgien (Flandern) | Liste der Nummer-eins-Hits in Belgien (Flandern)              | Liste der Nummer-eins-Hits in Belgien (Flandern) | 2002 →   |
| \| Singles \| Position# \| Alben \| \| ---------------------------------------------------------------------------------------------------------------------------------------------------------------------------------------------------------------------------------------------------------- \| --------- \| ------------------------------------------------------------- \| \| It’s Raining Men Geri Halliwell Paul F. Jabara, Paul A. W. Shaffer \| 1 \| Alle kleuren K3 \| \| Teenage Dirtbag Wheatus Brendan Bernard Brown \| 2 \| Tele-Romeo K3 \| \| Played-A-Live (The Bongo Song) Safri Duo Morten Friis, Uffe Savery, Michael Parsberg \| 3 \| 18 Hits Dreamlovers \| \| Tele-Romeo K3 Alain Robert Anna Vande Putte, Peter Jules Gillis, Miguel José Eric Wiels, William Hendrikus Vaesen \| 4 \| 50 Top Classics Adrivalan Orchestra \| \| Angel Shaggy feat. Rayvon Steven Haworth Miller, Eddie Curtis, Ahmet Ertegun, Chip Taylor \| 5 \| Cool! M-Kids \| \| It Wasn’t Me Shaggy feat. Rikrok Orville Burrell, Rickardo George Ducent, Shaun Pizzonia, Brian Derek Thompson; Musik zusätzlich: Dee Allen, Harold Ray Brown I, Bebee Dickerson, Le Roy Lonnie Jordan, Charles William Miller, Lee Oskar, Howard E. Scott \| 6 \| Chocolate Starfish and the Hot Dog Flavored Water Limp Bizkit \| \| La Passion Gigi D’Agostino Luigino di Agostino, Paolo Sandrini; Text: Luigino di Agostino, Carlo Montagner \| 7 \| Greatest Hits Texas \| \| Can’t Get You Out of My Head Kylie Minogue Cathy Dennis, Robert Berkeley Davis \| 8 \| Hybrid Theory Link Bizkit \| \| Because I Got High Afroman Joseph Foreman \| 9 \| The Marshall Mathers LP Eminem \| \| Wêr bisto Twarres Mirjam Timmer \| 10 \| Stream Twarres \| |                                                  |                                                               |                                                  |          |
| ← 2000 |                                                  |                                                               |                                                  | → 2002 → |
| Singles | Position#                                        | Alben                                                         |                                                  |          |
| It’s Raining Men Geri Halliwell Paul F. Jabara, Paul A. W. Shaffer | 1                                                | Alle kleuren K3                                               |                                                  |          |
| Teenage Dirtbag Wheatus Brendan Bernard Brown | 2                                                | Tele-Romeo K3                                                 |                                                  |          |
| Played-A-Live (The Bongo Song) Safri Duo Morten Friis, Uffe Savery, Michael Parsberg | 3                                                | 18 Hits Dreamlovers                                           |                                                  |          |
| Tele-Romeo K3 Alain Robert Anna Vande Putte, Peter Jules Gillis, Miguel José Eric Wiels, William Hendrikus Vaesen | 4                                                | 50 Top Classics Adrivalan Orchestra                           |                                                  |          |
| Angel Shaggy feat. Rayvon Steven Haworth Miller, Eddie Curtis, Ahmet Ertegun, Chip Taylor | 5                                                | Cool! M-Kids                                                  |                                                  |          |
| It Wasn’t Me Shaggy feat. Rikrok Orville Burrell, Rickardo George Ducent, Shaun Pizzonia, Brian Derek Thompson; Musik zusätzlich: Dee Allen, Harold Ray Brown I, Bebee Dickerson, Le Roy Lonnie Jordan, Charles William Miller, Lee Oskar, Howard E. Scott | 6                                                | Chocolate Starfish and the Hot Dog Flavored Water Limp Bizkit |                                                  |          |
| La Passion Gigi D’Agostino Luigino di Agostino, Paolo Sandrini; Text: Luigino di Agostino, Carlo Montagner | 7                                                | Greatest Hits Texas                                           |                                                  |          |
| Can’t Get You Out of My Head Kylie Minogue Cathy Dennis, Robert Berkeley Davis | 8                                                | Hybrid Theory Link Bizkit                                     |                                                  |          |
| Because I Got High Afroman Joseph Foreman | 9                                                | The Marshall Mathers LP Eminem                                |                                                  |          |
| Wêr bisto Twarres Mirjam Timmer | 10                                               | Stream Twarres                                                |                                                  |          |

## Wallonien

### Singles
| ← 2000 ← | Liste der Nummer-eins-Hits in Belgien (Wallonie) | Liste der Nummer-eins-Hits in Belgien (Wallonie) | Liste der Nummer-eins-Hits in Belgien (Wallonie)                                                         | 2002 →                    |
| \| Zeitraum \| Wo. ges. \| Interpret \| Titel Autor(en) \| Zusätzliche Informationen \| \| (Zeitraum, Wochen auf Platz eins, Interpret, Titel, Autor[en], zusätzliche Informationen) \| \| \| \| \| \| ----------------------------------------------------------------------------------------- \| -------- \| ---------------------- \| -------------------------------------------------------------------------------------------------------- \| ------------------------- \| \| 16. Dezember 2000 – 2. März 2001 11 Wochen \| 11 \| Garou \| Seul Romano Musumarra, Luc Plamondon \| – \| \| 3. März 2001 – 6. April 2001 5 Wochen \| 5 \| Da Muttz \| Wassuup! Alonzo H. Miller, Rick James \| – \| \| 7. April 2001 – 15. Juni 2001 10 Wochen \| 10 \| Daddy DJ \| Daddy DJ Jean-Christophe François Belval, David Pierre Henri Le Roy \| – \| \| 16. Juni 2001 – 10. August 2001 8 Wochen \| 8 \| Sully Sefil \| J’voulais Sully Dominique Sefil, Nicolas Skorsky, Chivorn Chin \| – \| \| 11. August 2001 – 31. August 2001 3 Wochen \| 3 \| Lorie \| Près de moi Louis Element, Johnny Williams \| – \| \| 1. September 2001 – 28. September 2001 4 Wochen \| 4 \| Axel Bauer & Zazie \| À ma place Musik: Axel Ulrich Adolphe Bauer; Text: Isabelle Marie Anne de Truchis de Varennes \| – \| \| 29. September 2001 – 19. Oktober 2001 3 Wochen \| 3 \| Eve feat. Gwen Stefani \| Let Me Blow Ya Mind Eve Jihan Jeffers, Andre Romell Young, Michael A. Elizondo Jr., Scott Spencer Storch \| – \| \| 20. Oktober 2001 – 14. Dezember 2001 8 Wochen \| 8 \| Kylie Minogue \| Can’t Get You Out of My Head Cathy Dennis, Robert Berkeley Davis \| – \| \| 15. Dezember 2001 – 22. Februar 2002 10 Wochen \| 10 \| Star Academy \| La musique (Angelica) Barry Mann, Cynthia Weil \| – \| |                                                  |                                                  | |                           |
| ← 2000 |                                                  |                                                  | | → 2002 →                  |
| Zeitraum | Wo. ges.                                         | Interpret                                        | Titel Autor(en)                                                                                          | Zusätzliche Informationen |
| (Zeitraum, Wochen auf Platz eins, Interpret, Titel, Autor[en], zusätzliche Informationen) |                                                  |                                                  | |                           |
| 16. Dezember 2000 – 2. März 2001 11 Wochen | 11                                               | Garou                                            | Seul Romano Musumarra, Luc Plamondon                                                                     | –                         |
| 3. März 2001 – 6. April 2001 5 Wochen | 5                                                | Da Muttz                                         | Wassuup! Alonzo H. Miller, Rick James                                                                    | –                         |
| 7. April 2001 – 15. Juni 2001 10 Wochen | 10                                               | Daddy DJ                                         | Daddy DJ Jean-Christophe François Belval, David Pierre Henri Le Roy                                      | –                         |
| 16. Juni 2001 – 10. August 2001 8 Wochen | 8                                                | Sully Sefil                                      | J’voulais Sully Dominique Sefil, Nicolas Skorsky, Chivorn Chin                                           | –                         |
| 11. August 2001 – 31. August 2001 3 Wochen | 3                                                | Lorie                                            | Près de moi Louis Element, Johnny Williams                                                               | –                         |
| 1. September 2001 – 28. September 2001 4 Wochen | 4                                                | Axel Bauer & Zazie                               | À ma place Musik: Axel Ulrich Adolphe Bauer; Text: Isabelle Marie Anne de Truchis de Varennes            | –                         |
| 29. September 2001 – 19. Oktober 2001 3 Wochen | 3                                                | Eve feat. Gwen Stefani                           | Let Me Blow Ya Mind Eve Jihan Jeffers, Andre Romell Young, Michael A. Elizondo Jr., Scott Spencer Storch | –                         |
| 20. Oktober 2001 – 14. Dezember 2001 8 Wochen | 8                                                | Kylie Minogue                                    | Can’t Get You Out of My Head Cathy Dennis, Robert Berkeley Davis                                         | –                         |
| 15. Dezember 2001 – 22. Februar 2002 10 Wochen | 10                                               | Star Academy                                     | La musique (Angelica) Barry Mann, Cynthia Weil                                                           | –                         |

### Alben
| ← 2000 ← | Liste der Nummer-eins-Hits in Belgien (Wallonie) | Liste der Nummer-eins-Hits in Belgien (Wallonie) | Liste der Nummer-eins-Hits in Belgien (Wallonie) | 2002 →                    |
| \| Zeitraum \| Wo. ges. \| Interpret \| Titel \| Zusätzliche Informationen \| \| (Zeitraum, Wochen auf Platz eins, Interpret, Titel, zusätzliche Informationen) \| \| \| \| \| \| ------------------------------------------------------------------------------ \| -------- \| -------------------- \| ---------------------------------------- \| ------------------------- \| \| 2. Dezember 2000 – 2. Februar 2001 9 Wochen \| 9 \| The Beatles \| 1 \| – \| \| 3. Februar 2001 – 9. Februar 2001 1 Woche (insgesamt 9) \| 9 \| (Musical) \| Roméo & Juliette – de la haine à l’amour \| – \| \| 10. Februar 2001 – 23. März 2001 6 Wochen \| 6 \| Garou \| Seul \| – \| \| 24. März 2001 – 11. Mai 2001 7 Wochen \| 7 \| Les Enfoirés \| 2001: L’odyssée des Enfoirés \| – \| \| 12. Mai 2001 – 25. Mai 2001 2 Wochen \| 2 \| Destiny’s Child \| Survivor \| – \| \| 26. Mai 2001 – 8. Juni 2001 2 Wochen \| 2 \| Depeche Mode \| Exciter \| – \| \| 9. Juni 2001 – 22. Juni 2001 2 Wochen \| 2 \| Patrick Bruel \| Rien ne s’efface … \| – \| \| 23. Juni 2001 – 7. September 2001 11 Wochen \| 11 \| Manu Chao \| … Proxima estacion … Esperanza \| – \| \| 8. September 2001 – 21. September 2001 2 Wochen \| 2 \| Lara Fabian \| Nue \| – \| \| 22. September 2001 – 2. November 2001 6 Wochen \| 6 \| Noir Désir \| Des visages des figures \| – \| \| 3. November 2001 – 9. November 2001 1 Woche \| 1 \| Zazie \| La Zizanie \| – \| \| 10. November 2001 – 23. November 2001 2 Wochen \| 2 \| Michael Jackson \| Invincible \| – \| \| 24. November 2001 – 30. November 2001 1 Woche \| 1 \| Les Enfoirés \| La compil \| – \| \| 1. Dezember 2001 – 7. Dezember 2001 1 Woche \| 1 \| Pascal Obispo \| Millésime / Live 00/01 \| – \| \| 8. Dezember 2001 – 14. Dezember 2001 1 Woche \| 1 \| Jean-Jacques Goldman \| Chansons pour les pieds \| – \| \| 15. Dezember 2001 – 11. Januar 2002 4 Wochen \| 4 \| Mylène Farmer \| Les mots \| – \| |                                                  |                                                  |                                                  |                           |
| ← 2000 |                                                  |                                                  |                                                  | → 2002 →                  |
| Zeitraum | Wo. ges.                                         | Interpret                                        | Titel                                            | Zusätzliche Informationen |
| (Zeitraum, Wochen auf Platz eins, Interpret, Titel, zusätzliche Informationen) |                                                  |                                                  |                                                  |                           |
| 2. Dezember 2000 – 2. Februar 2001 9 Wochen | 9                                                | The Beatles                                      | 1                                                | –                         |
| 3. Februar 2001 – 9. Februar 2001 1 Woche (insgesamt 9) | 9                                                | (Musical)                                        | Roméo & Juliette – de la haine à l’amour         | –                         |
| 10. Februar 2001 – 23. März 2001 6 Wochen | 6                                                | Garou                                            | Seul                                             | –                         |
| 24. März 2001 – 11. Mai 2001 7 Wochen | 7                                                | Les Enfoirés                                     | 2001: L’odyssée des Enfoirés                     | –                         |
| 12. Mai 2001 – 25. Mai 2001 2 Wochen | 2                                                | Destiny’s Child                                  | Survivor                                         | –                         |
| 26. Mai 2001 – 8. Juni 2001 2 Wochen | 2                                                | Depeche Mode                                     | Exciter                                          | –                         |
| 9. Juni 2001 – 22. Juni 2001 2 Wochen | 2                                                | Patrick Bruel                                    | Rien ne s’efface …                               | –                         |
| 23. Juni 2001 – 7. September 2001 11 Wochen | 11                                               | Manu Chao                                        | … Proxima estacion … Esperanza                   | –                         |
| 8. September 2001 – 21. September 2001 2 Wochen | 2                                                | Lara Fabian                                      | Nue                                              | –                         |
| 22. September 2001 – 2. November 2001 6 Wochen | 6                                                | Noir Désir                                       | Des visages des figures                          | –                         |
| 3. November 2001 – 9. November 2001 1 Woche | 1                                                | Zazie                                            | La Zizanie                                       | –                         |
| 10. November 2001 – 23. November 2001 2 Wochen | 2                                                | Michael Jackson                                  | Invincible                                       | –                         |
| 24. November 2001 – 30. November 2001 1 Woche | 1                                                | Les Enfoirés                                     | La compil                                        | –                         |
| 1. Dezember 2001 – 7. Dezember 2001 1 Woche | 1                                                | Pascal Obispo                                    | Millésime / Live 00/01                           | –                         |
| 8. Dezember 2001 – 14. Dezember 2001 1 Woche | 1                                                | Jean-Jacques Goldman                             | Chansons pour les pieds                          | –                         |
| 15. Dezember 2001 – 11. Januar 2002 4 Wochen | 4                                                | Mylène Farmer                                    | Les mots                                         | –                         |

## Jahreshitparaden
| ← 2000 ← | Liste der Nummer-eins-Hits in Belgien (Wallonie) | Liste der Nummer-eins-Hits in Belgien (Wallonie)   | Liste der Nummer-eins-Hits in Belgien (Wallonie) | 2002 →   |
| \| Singles \| Position# \| Alben \| \| ---------------------------------------------------------------------------------------------------------------------------------------------------------------------------------------------------------------------------------------------------------- \| --------- \| -------------------------------------------------- \| \| Daddy DJ Jean-Christophe François Belval, David Pierre Henri Le Roy \| 1 \| Seul Garou \| \| Seul Garou Romano Musumarra, Luc Plamondon \| 2 \| 2001: L’odyssée des Enfoirés Les Enfoirés \| \| La musique (Angelica) Star Academy Barry Mann, Cynthia Weil \| 3 \| Roméo & Juliette – de la haine à l’amour (Musical) \| \| J’voulais Sully Sefil Sully Dominique Sefil, Nicolas Skorsky, Chivorn Chin \| 4 \| Chambre avec vue Henri Salvador \| \| Can’t Get You Out of My Head Kylie Minogue Cathy Dennis, Robert Berkeley Davis \| 5 \| Marcher dans le sable De Palmas \| \| It Wasn’t Me Shaggy feat. Rikrok Orville Burrell, Rickardo George Ducent, Shaun Pizzonia, Brian Derek Thompson; Musik zusätzlich: Dee Allen, Harold Ray Brown I, Bebee Dickerson, Le Roy Lonnie Jordan, Charles William Miller, Lee Oskar, Howard E. Scott \| 6 \| Cinquième As MC Solaar \| \| Wassuup! Da Muttz Alonzo H. Miller, Rick James \| 7 \| Mieux qu’ici-bas Isabelle Boulay \| \| It’s Raining Men Geri Halliwell Paul F. Jabara, Paul A. W. Shaffer \| 8 \| Greatest Hits Texas \| \| R&B 2 rue Matt Matthieu Maxence Gore \| 9 \| The Marshall Mathers LP Eminem \| \| Solaar pleure MC Solaar Musik: Alain Joseph Etchart, Eric Edouard Kroczynski; Text: Claude M. Barali \| 10 \| 1 The Beatles \| |                                                  |                                                    |                                                  |          |
| ← 2000 |                                                  |                                                    |                                                  | → 2002 → |
| Singles | Position#                                        | Alben                                              |                                                  |          |
| Daddy DJ Jean-Christophe François Belval, David Pierre Henri Le Roy | 1                                                | Seul Garou                                         |                                                  |          |
| Seul Garou Romano Musumarra, Luc Plamondon | 2                                                | 2001: L’odyssée des Enfoirés Les Enfoirés          |                                                  |          |
| La musique (Angelica) Star Academy Barry Mann, Cynthia Weil | 3                                                | Roméo & Juliette – de la haine à l’amour (Musical) |                                                  |          |
| J’voulais Sully Sefil Sully Dominique Sefil, Nicolas Skorsky, Chivorn Chin | 4                                                | Chambre avec vue Henri Salvador                    |                                                  |          |
| Can’t Get You Out of My Head Kylie Minogue Cathy Dennis, Robert Berkeley Davis | 5                                                | Marcher dans le sable De Palmas                    |                                                  |          |
| It Wasn’t Me Shaggy feat. Rikrok Orville Burrell, Rickardo George Ducent, Shaun Pizzonia, Brian Derek Thompson; Musik zusätzlich: Dee Allen, Harold Ray Brown I, Bebee Dickerson, Le Roy Lonnie Jordan, Charles William Miller, Lee Oskar, Howard E. Scott | 6                                                | Cinquième As MC Solaar                             |                                                  |          |
| Wassuup! Da Muttz Alonzo H. Miller, Rick James | 7                                                | Mieux qu’ici-bas Isabelle Boulay                   |                                                  |          |
| It’s Raining Men Geri Halliwell Paul F. Jabara, Paul A. W. Shaffer | 8                                                | Greatest Hits Texas                                |                                                  |          |
| R&B 2 rue Matt Matthieu Maxence Gore | 9                                                | The Marshall Mathers LP Eminem                     |                                                  |          |
| Solaar pleure MC Solaar Musik: Alain Joseph Etchart, Eric Edouard Kroczynski; Text: Claude M. Barali | 10                                               | 1 The Beatles                                      |                                                  |          |